# Шахлін Борис Анфіянович
Бори́с Анфія́нович Шахлі́н  (27 січня 1932, Ішим — 30 травня 2008) — український радянський спортсмен-гімнаст, абсолютний чемпіон Європи (1955), світу (1958), 7-разовий олімпійський чемпіон.

## Біографія
Народився 27 січня 1932 року в місті Ішимі (нині Тюменської області). У 12 років залишився круглим сиротою, разом з братом жив у бабусі. В 1944 році вступив у гімнастичну секцію. З 1951 жив в Україні. У 1955 році закінчив Київський інститут фізкультури.
У 1954 році дебютував у складі збірної СРСР на чемпіонаті світу в Гельсінкі, вигравши командну першість. У тому ж році вперше став абсолютним чемпіоном СРСР. У 1956 році виграв олімпійське золото. Всього в трьох Олімпіадах (1956, 1960, 1964) отримав сім золотих нагород.
Здобув 12 золотих медалей на першостях СРСР з окремих видів гімнастики (1957 — 1963).
Після закінчення спортивної кар'єри викладав у Київському інституті фізкультури. У 1968 році став суддею міжнародної категорії. На початку 1970-х років його обрали віце-президентом технічного комітету Міжнародної федерації гімнастики.
Написав книгу «Моя гімнастика» (Москва, 1973).

Могила Бориса Шахліна

Жив у Києві. Помер 30 травня 2008 року. Похований у Києві на Байковому кладовищі (ділянка № 33).

## Урядові нагороди
Нагороджений радянськими орденами Трудового Червоного Прапора (1956), Леніна (1960) і «Знак Пошани» (1964), українським орденом «За заслуги» III ступеня.(2002).

## Вшанування пам'яті
У Києві існує провулок Бориса Шахліна.

## Філателія
Пошта Монголії справила випуск поштової марки — Борис Шахлін (№ 525, 1969 рік).